# Осиновка (Варнавинський район)
Осиновка (рос. Осиновка) — присілок в Варнавинському районі Нижньогородської області Російської Федерації.
Населення становить 36 осіб. Входить до складу муніципального утворення Михаленинська сільрада.

## Історія
Від 2009 року входить до складу муніципального утворення Михаленинська сільрада.

## Населення
| 1999 | 2002 | 2010 |
| ---- | ---- | ---- |
| 61   | ↘54  | ↘36  |